# Parafia Najświętszego Serca Jezusa w Wiernej Rzece
Parafia Najświętszego Serca Jezusa w Wiernej Rzece, właściwie w Wiernej  – parafia rzymskokatolicka, znajdująca się w diecezji kieleckiej, w dekanacie piekoszowskim.
Nazwa parafii wzięła się od przepływającej w pobliżu Wiernej Rzeki (Łososina, Łośna), opisanej przez Stefana Żeromskiego w powieści pod tym tytułem.